# Lisove, Talne
Lisove (în ucraineană Лісове) este o comună în raionul Talne, regiunea Cerkasî, Ucraina, formată numai din satul de reședință.

## Demografie
Componența lingvistică a comunei Lisove
     Ucraineană (97,19%)
     Rusă (2,28%)
     Alte limbi (0,09%)
Conform recensământului din 2001, majoritatea populației comunei Lisove era vorbitoare de ucraineană (97,19%), existând în minoritate și vorbitori de rusă (2,28%).